# Tom Wedberg
Tom Wedberg, född 26 november 1953 i Stockholm, är stormästare i schack och schackskribent. Wedberg fick Sveriges Schackförbunds utmärkelse Schackgideon 1995 och 2001. Tom Wedberg är son till Bergljot Wedberg (född Dedekam-Simonsen) och filosofen Anders Wedberg. Han är äldre bror till konstnären Nina Wedberg Thulin.

## Schackkarriär
Wedbergs meritlista innefattar flerfaldiga segrar i Tusenmannaschacket, Rilton Cup, Politiken Cup, Stockholm Open, lag-SM och individuella SM. Han har hittills representerat Sverige i sex OS och 4 VM. Han skriver om schack i både dags- och fackpress.
Han är sverigemästare efter hans vinst i SM i schack 2000. Han är idag medlem i schackklubben Wasa SK.
I juli 2010 var Wedberg med en Elo rating på 2503 rankad som den nionde bästa svenska schackspelaren.